# 흑룡왕과 비호동자
"흑룡왕과 비호동자"는 한국에서 제작된 한헌명 감독의 1982년 애니메이션, 가족, 액션 영화이다. 문무 등이 제작에 참여하였다.